# Senador Salgado Filho
Senador Salgado Filho este un oraș în Rio Grande do Sul (RS), Brazilia.